# Olymp-K
O Olimp K1, também conhecido por Luch, é um satélite de comunicação geoestacionário russo construído pela ISS Reshetnev. Ele está localizado na posição orbital de 167 graus de longitude leste e é de propriedade do Ministério da Defesa Russo e da agência de inteligência russa FSB. O satélite foi baseado na plataforma Express-1000?. Os objetivos da missão deste satélite não foram publicados.

## Lançamento
O satélite foi lançado com sucesso ao espaço no dia 27 de setembro de 2014, por meio de um veículo Proton-M/Briz-M a partir do Cosmódromo de Baikonur, no Cazaquistão. Ele tinha uma massa de lançamento de 1350 kg.